# 5e wereldfestival voor jeugd en studenten

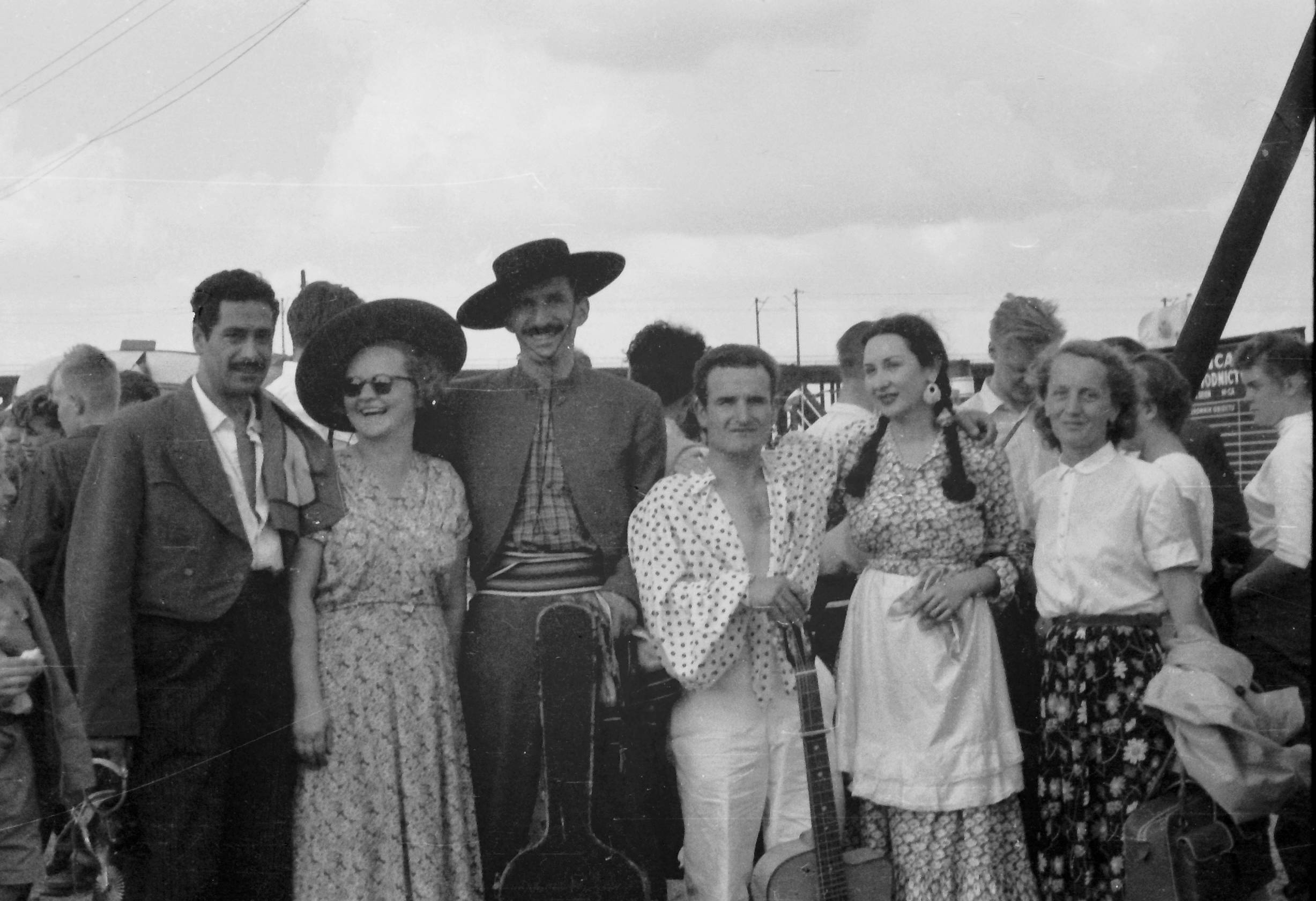
5e wereldfestival voor jeugd en studenten

Het vijfde wereldfestival voor jeugd en studenten vond in de zomer van 1955 plaats te Warschau, hoofdstad van de toenmalige Volksrepubliek Polen.
De wereldfederatie van democratische jeugd organiseerde het festival gedurende de opkomst van Nikita Chroesjtsjovs concept van vreedzame co-existentie.  Bij het einde van de jaren 50 liep het kolonialisme op zijn laatste benen, en ook in 1955 was er de Bandungconferentie die de westerse koloniale machten sterk veroordeelde. Het gevaar van een nucleaire vernietiging van de aarde, en het kolonialisme waren de dominante onderwerpen op het evenement.
Er waren 30.000 deelnemers uit 114 landen.
De officiële slogan van het festival luidde Voor vrede en vriendschap - tegen de agressieve imperialistische blokken!